# Carl (Virginia Occidental)
Carl es un área no incorporada ubicada dentro del Distrito Kentucky, una división civil menor del condado de Nicholas (Virginia Occidental), Estados Unidos. Está catalogada como un asentamiento humano por la Junta de Nombres Geográficos de los Estados Unidos.
El número de identificación (ID) asignado por el Servicio Geológico de Estados Unidos es 1554073.

## Geografía
Se encuentra a una altitud de 858 metros sobre el nivel del mar (2815 pies) según el conjunto de datos de elevación nacional.